# Bracon andreamezae
Bracon andreamezae (лат.) — вид паразитических наездников рода Bracon из семейства браконид. Эндемик Коста-Рики. Назван в честь министра Andrea Meza Murillo (Ministerio de Recursos Naturales y Energía de Costa Rica, MINAE, Коста-Рика) в знак признания того, что «она взяла на себя эту трудную министерскую задачу в правительстве».

## Описание
Длина тела около 4 мм. Основная окраска жёлтая (брюшко), буровато-чёрная (голова, грудь, ноги), усики чёрные.
Этот вид можно морфологически отличить от своего ближайшего соседа по BIN-индексу по тому, что брюшко сверху полностью жёлтое, а верхняя часть мезэпистерны — чёрная по сравнению с чёрным брюшком и полностью желто-оранжевой мезэпистерной у Bracon franklinpaniaguai. Выделение вида произведено на основании молекулярного баркодирования последовательности нуклеотидов по цитохром оксидазе COI. Эктопаразитоид гусениц толстоголовки Yanguna cosyra (Hesperiidae), питающейся на Chrysochlamys glauca (Clusiaceae).  Вид был впервые описан в 2021 году американским гименоптерологом Michael J. Sharkey (The Hymenoptera Institute, Redlands, США) по типовым материалам из Коста-Рики.